# Tratado de Guanacache
El tratado de Guanacache (o de Huanacache) fue un pacto entre la provincia de San Juan (Argentina), la provincia de Mendoza y la provincia de San Luis, firmado el 1 de abril del año 1827. Se le dio ese nombre porque los representantes de las provincias se reunieron en la localidad de Guanacache, en la provincia de San Juan (Argentina). Este pacto tendría vigencia hasta que se sancionara la Constitución Nacional de 1853. Les brindaría entre ellos paz, amistad, unión y defensa mutua.

## Representantes de las provincias
- Manuel Gregorio Quiroga Carril: gobernador de la provincia de San Juan.
- José Lorenzo Guiraldes: comisionado por Mendoza.
- José Gregorio Jiménez: comisionado por San Luis.

- Datos: Q48796131